# Інокентій XII
Іноке́нтій XII (лат. Innocentius PP. XII), Антоніо Піньятеллі ді Спінацолла (13 березня 1615 — 27 вересня 1700) — 242-ий папа римський, понтифікат якого тривав з 12 липня 1691 по 27 вересня 1700 року.

## Життя
Антоніо Піньятеллі народився 13 березня 1615 в княжій сім'ї на півдні Італії. Був нунцієм в Польщі та у Відні. Климент X довірив йому єпархію в Лечче і наділив багатьма іншими функціями. Інокентій X призначив його кардиналом і архієпископом Неаполя.

## Понтифікат
12 липня 1691 року конклав обрав Антоніо Піньятеллі новим папою як компромісну кандидатуру між французькими та іспанськими кандидатами.
Через рік після вступу на папський престол Інокентій XII опублікував буллу Romanum decet Pontificem (22 липня 1692), яка назавжди знищила практику непотизму. Відтоді в кардинальської колегії міг бути тільки один родич папи з обмеженими доходами. Папа продовжував політику співпраці з Францією. В Іспанії, після смерті Карла II Габсбурга, папа підтримав кандидатуру Бурбонів на королівський трон. Народ його дуже любив і називав Батьком бідних. Реформував органи управління в Римі та займався наведенням дисципліни в монастирях.